# Coppa del Mondo di biathlon 2025
La Coppa del Mondo di biathlon 2025 è stata la quarantottesima edizione della manifestazione organizzata dall'Unione Internazionale Biathlon; è iniziata il 30 novembre 2024 a Kontiolahti, in Finlandia, e si è conclusa il 23 marzo 2025 a Oslo Holmenkollen, in Norvegia. Nel corso della stagione si sono tenuti a Lenzerheide i Campionati mondiali di biathlon 2025, non validi ai fini della Coppa del Mondo, il cui calendario ha contemplato dunque un'interruzione nel mese di febbraio. Sia in campo maschile sia in campo femminile si sono disputate 26 gare (21 individuali, 5 a squadre) in 9 diverse località; le staffette miste sono state 6, disputate in 3 diverse località.  In seguito all'invasione dell'Ucraina, gli atleti russi e bielorussi sono stati esclusi dalle competizioni.
In campo maschile il norvegese Sturla Holm Lægreid si è aggiudicato sia la Coppa del Mondo generale, sia quelle di individuale, di inseguimento e di partenza in linea; il suo connazionale Johannes Thingnes Bø, detentore uscente della Coppa generale, ha vinto quella di sprint.
In campo femminile la tedesca Franziska Preuß ha vinto sia la Coppa del Mondo generale, sia quelle di sprint e di partenza in linea, mentre la francese Lou Jeanmonnot ha vinto la Coppa del Mondo di individuale e quella di inseguimento; l'italiana Lisa Vittozzi era la detentrice uscente della Coppa generale.

## Uomini

### Risultati
| Data             | Località                | Nazione   | Spec. | Primo                                                                         | Secondo                                                                                | Terzo                                                                    |
| ---------------- | ----------------------- | --------- | ----- | ----------------------------------------------------------------------------- | -------------------------------------------------------------------------------------- | ------------------------------------------------------------------------ |
| 1º dicembre 2024 | Kontiolahti             | Finlandia | RL    | Francia Fabien Claude Quentin Fillon Maillet Èric Perrot Émilien Jacquelin    | Norvegia Sturla Holm Lægreid Tarjei Bø Endre Strømsheim Johannes Thingnes Bø           | Svezia Viktor Brandt Jesper Nelin Martin Ponsiluoma Sebastian Samuelsson |
| 3 dicembre 2024  | Kontiolahti             | Finlandia | IN    | Endre Strømsheim                                                              | Johannes Thingnes Bø                                                                   | Sturla Holm Lægreid                                                      |
| 6 dicembre 2024  | Kontiolahti             | Finlandia | SP    | Émilien Jacquelin                                                             | Sebastian Samuelsson                                                                   | Philipp Nawrath                                                          |
| 8 dicembre 2024  | Kontiolahti             | Finlandia | MS    | Éric Perrot                                                                   | Quentin Fillon Maillet                                                                 | Sturla Holm Lægreid                                                      |
| 13 dicembre 2024 | Hochfilzen              | Austria   | SP    | Johannes Thingnes Bø                                                          | Sturla Holm Lægreid                                                                    | Fabien Claude                                                            |
| 14 dicembre 2024 | Hochfilzen              | Austria   | PU    | Johannes Thingnes Bø                                                          | Émilien Jacquelin                                                                      | Sturla Holm Lægreid                                                      |
| 15 dicembre 2024 | Hochfilzen              | Austria   | RL    | Francia Fabien Claude Quentin Fillon Maillet Èric Perrot Émilien Jacquelin    | Norvegia Sturla Holm Lægreid Tarjei Bø Johannes Thingnes Bø Vebjørn Sørum              | Svezia Viktor Brandt Jesper Nelin Martin Ponsiluoma Sebastian Samuelsson |
| 19 dicembre 2024 | Annecy/Le Grand-Bornand | Francia   | SP    | Martin Uldal                                                                  | Johannes Thingnes Bø                                                                   | Sebastian Samuelsson                                                     |
| 21 dicembre 2024 | Annecy/Le Grand-Bornand | Francia   | PU    | Johannes Thingnes Bø                                                          | Éric Perrot                                                                            | Émilien Jacquelin                                                        |
| 22 dicembre 2024 | Annecy/Le Grand-Bornand | Francia   | MS    | Tarjei Bø                                                                     | Danilo Riethmüller                                                                     | Johannes Thingnes Bø                                                     |
| 10 gennaio 2025  | Oberhof                 | Germania  | SP    | Quentin Fillon Maillet                                                        | Fabien Claude                                                                          | Émilien Jacquelin                                                        |
| 11 gennaio 2025  | Oberhof                 | Germania  | PU    | Sturla Holm Lægreid                                                           | Tarjei Bø                                                                              | Johannes Thingnes Bø                                                     |
| 15 gennaio 2025  | Ruhpolding              | Germania  | IN    | Vebjørn Sørum                                                                 | Émilien Claude                                                                         | Andrejs Rastorgujevs                                                     |
| 17 gennaio 2025  | Ruhpolding              | Germania  | RL    | Francia Émilien Claude Fabien Claude Quentin Fillon Maillet Émilien Jacquelin | Svezia Viktor Brandt Jesper Nelin Martin Ponsiluoma Sebastian Samuelsson               | Germania Justus Strelow Danilo Riethmüller Johannes Kühn Philipp Nawrath |
| 19 gennaio 2025  | Ruhpolding              | Germania  | MS    | Tommaso Giacomel                                                              | Sturla Holm Lægreid                                                                    | Johannes Thingnes Bø                                                     |
| 24 gennaio 2025  | Anterselva              | Italia    | SP    | Tarjei Bø                                                                     | Sturla Holm Lægreid                                                                    | Tommaso Giacomel                                                         |
| 25 gennaio 2025  | Anterselva              | Italia    | RL    | Francia Fabien Claude Quentin Fillon Maillet Èric Perrot Émilien Jacquelin    | Norvegia Sturla Holm Lægreid Tarjei Bø Johannes Thingnes Bø Vetle Sjåstad Christiansen | Svezia Viktor Brandt Jesper Nelin Martin Ponsiluoma Sebastian Samuelsson |
| 26 gennaio 2025  | Anterselva              | Italia    | PU    | Sturla Holm Lægreid                                                           | Tarjei Bø                                                                              | Tommaso Giacomel                                                         |
| 6 marzo 2025     | Nové Město na Moravě    | Rep. Ceca | SP    | Émilien Jacquelin                                                             | Tommaso Giacomel                                                                       | Johannes Thingnes Bø                                                     |
| 8 marzo 2025     | Nové Město na Moravě    | Rep. Ceca | PU    | Sebastian Samuelsson                                                          | Tommaso Giacomel                                                                       | Johannes Thingnes Bø                                                     |
| 9 marzo 2025     | Nové Město na Moravě    | Rep. Ceca | RL    | Francia Émilien Claude Oscar Lombardot Fabien Claude Quentin Fillon Maillet   | Norvegia Martin Uldal Tarjei Bø Sturla Holm Lægreid Johannes Thingnes Bø               | Ucraina Artem Tyščenko Vitalij Mandzyn Anton Dudčenko Dmytro Pidručnyj   |
| 13 marzo 2025    | Pokljuka                | Slovenia  | IN    | Jakov Fak                                                                     | Sturla Holm Lægreid                                                                    | Martin Ponsiluoma                                                        |
| 15 marzo 2025    | Pokljuka                | Slovenia  | MS    | Éric Perrot                                                                   | Quentin Fillon Maillet                                                                 | Sturla Holm Lægreid                                                      |
| 21 marzo 2025    | Oslo Holmenkollen       | Norvegia  | SP    | Johannes Thingnes Bø                                                          | Sturla Holm Lægreid                                                                    | Johannes Dale                                                            |
| 22 marzo 2025    | Oslo Holmenkollen       | Norvegia  | PU    | Sturla Holm Lægreid                                                           | Johannes Thingnes Bø                                                                   | Quentin Fillon Maillet                                                   |
| 23 marzo 2025    | Oslo Holmenkollen       | Norvegia  | MS    | Sebastian Samuelsson                                                          | Éric Perrot                                                                            | Endre Strømsheim                                                         |

Legenda:

IN = individuale (20 km)

SP = sprint (10 km)

PU = inseguimento (12,5 km)

MS = partenza in linea (15 km)

RL = staffetta (4x7,5 km)

### Classifiche

#### Generale
| Pos. | Nome                   | Nazione  | Punti |
| ---- | ---------------------- | -------- | ----- |
| 1    | Sturla Holm Lægreid    | Norvegia | 1291  |
| 2    | Johannes Thingnes Bø   | Norvegia | 1173  |
| 3    | Éric Perrot            | Francia  | 926   |
| 4    | Sebastian Samuelsson   | Svezia   | 875   |
| 5    | Quentin Fillon Maillet | Francia  | 862   |
| 6    | Tommaso Giacomel       | Italia   | 827   |
| 7    | Émilien Jacquelin      | Francia  | 777   |
| 8    | Tarjei Bø              | Norvegia | 679   |
| 9    | Vebjørn Sørum          | Norvegia | 651   |
| 10   | Jakov Fak              | Slovenia | 618   |

#### Sprint
| Pos. | Nome                 | Nazione  | Punti |
| ---- | -------------------- | -------- | ----- |
| 1    | Johannes Thingnes Bø | Norvegia | 432   |
| 2    | Sturla Holm Lægreid  | Norvegia | 381   |
| 3    | Émilien Jacquelin    | Francia  | 325   |
| 4    | Martin Uldal         | Norvegia | 284   |
| 5    | Tommaso Giacomel     | Italia   | 279   |

#### Inseguimento
| Pos. | Nome                 | Nazione  | Punti |
| ---- | -------------------- | -------- | ----- |
| 1    | Sturla Holm Lægreid  | Norvegia | 430   |
| 2    | Johannes Thingnes Bø | Norvegia | 430   |
| 3    | Sebastian Samuelsson | Svezia   | 290   |
| 4    | Tommaso Giacomel     | Italia   | 271   |
| 5    | Éric Perrot          | Francia  | 251   |

#### Partenza in linea
| Pos. | Nome                   | Nazione  | Punti |
| ---- | ---------------------- | -------- | ----- |
| 1    | Sturla Holm Lægreid    | Norvegia | 315   |
| 2    | Éric Perrot            | Francia  | 314   |
| 3    | Quentin Fillon Maillet | Francia  | 268   |
| 4    | Sebastian Samuelsson   | Svezia   | 236   |
| 5    | Tarjei Bø              | Norvegia | 209   |

#### Individuale
| Pos. | Nome                   | Nazione  | Punti |
| ---- | ---------------------- | -------- | ----- |
| 1    | Sturla Holm Lægreid    | Norvegia | 165   |
| 2    | Jakov Fak              | Slovenia | 144   |
| 3    | Endre Strømsheim       | Norvegia | 142   |
| 4    | Quentin Fillon Maillet | Francia  | 112   |
| 5    | Éric Perrot            | Francia  | 111   |

#### Staffetta
| Pos. | Nazione  | Punti |
| ---- | -------- | ----- |
| 1    | Francia  | 450   |
| 2    | Norvegia | 355   |
| 3    | Svezia   | 311   |
| 4    | Germania | 266   |
| 5    | Ucraina  | 217   |

#### Nazioni
| Pos. | Nazione  | Punti |
| ---- | -------- | ----- |
| 1    | Francia  | 9002  |
| 2    | Norvegia | 8842  |
| 3    | Svezia   | 7862  |
| 4    | Germania | 7689  |
| 5    | Italia   | 6776  |

## Donne

### Risultati
| Data             | Località                | Nazione   | Spec. | Prima                                                                     | Seconda                                                                                              | Terza                                                                                         |
| ---------------- | ----------------------- | --------- | ----- | ------------------------------------------------------------------------- | --- | --------------------------------------------------------------------------------------------- |
| 1º dicembre 2024 | Kontiolahti             | Finlandia | RL    | Svezia Anna Magnusson Sara Andersson Hanna Öberg Elvira Öberg             | Francia Lou Jeanmonnot Justine Braisaz Sophie Chauveau Julia Simon                                   | Norvegia Juni Arnekleiv Karoline Offigstad Knotten Maren Kirkeeide Ingrid Landmark Tandrevold |
| 4 dicembre 2024  | Kontiolahti             | Finlandia | IN    | Lou Jeanmonnot                                                            | Ella Halvarsson                                                                                      | Elvira Öberg                                                                                  |
| 7 dicembre 2024  | Kontiolahti             | Finlandia | SP    | Markéta Davidová                                                          | Elvira Öberg                                                                                         | Suvi Minkkinen                                                                                |
| 8 dicembre 2024  | Kontiolahti             | Finlandia | MS    | Elvira Öberg                                                              | Julia Simon                                                                                          | Franziska Preuß                                                                               |
| 13 dicembre 2024 | Hochfilzen              | Austria   | SP    | Franziska Preuß                                                           | Sophie Chauveau                                                                                      | Karoline Offigstad Knotten                                                                    |
| 14 dicembre 2024 | Hochfilzen              | Austria   | PU    | Lou Jeanmonnot                                                            | Vanessa Voigt                                                                                        | Franziska Preuß                                                                               |
| 15 dicembre 2024 | Hochfilzen              | Austria   | RL    | Germania Vanessa Voigt Julia Tannheimer Selina Grotian Franziska Preuß    | Francia Julia Simon Justine Braisaz Sophie Chauveau Lou Jeanmonnot                                   | Svezia Anna Magnusson Anna-Karin Heijdenberg Ella Halvarsson Elvira Öberg                     |
| 20 dicembre 2024 | Annecy/Le Grand-Bornand | Francia   | SP    | Justine Braisaz                                                           | Franziska Preuß                                                                                      | Anamarija Lampič                                                                              |
| 21 dicembre 2024 | Annecy/Le Grand-Bornand | Francia   | PU    | Franziska Preuß                                                           | Julia Simon                                                                                          | Vanessa Voigt                                                                                 |
| 22 dicembre 2024 | Annecy/Le Grand-Bornand | Francia   | MS    | Selina Grotian                                                            | Franziska Preuß                                                                                      | Paulína Fialková                                                                              |
| 9 gennaio 2025   | Oberhof                 | Germania  | SP    | Paula Botet                                                               | Maren Kirkeeide                                                                                      | Milena Todorova                                                                               |
| 11 gennaio 2025  | Oberhof                 | Germania  | PU    | Lou Jeanmonnot                                                            | Maren Kirkeeide                                                                                      | Elvira Öberg                                                                                  |
| 16 gennaio 2025  | Ruhpolding              | Germania  | IN    | Lou Jeanmonnot                                                            | Franziska Preuß                                                                                      | Amy Baserga                                                                                   |
| 18 gennaio 2025  | Ruhpolding              | Germania  | RL    | Germania Stefanie Scherer Selina Grotian Sophia Schneider Franziska Preuß | Norvegia Karoline Offigstad Knotten Juni Arnekleiv Maren Kirkeeide Ragnhild Femsteinevik             | Francia Paula Botet Océane Michelon Justine Braisaz Julia Simon                               |
| 19 gennaio 2025  | Ruhpolding              | Germania  | MS    | Elvira Öberg                                                              | Franziska Preuß                                                                                      | Jeanne Richard                                                                                |
| 23 gennaio 2025  | Anterselva              | Italia    | SP    | Lou Jeanmonnot                                                            | Selina Grotian                                                                                       | Franziska Preuß                                                                               |
| 25 gennaio 2025  | Anterselva              | Italia    | PU    | Lou Jeanmonnot                                                            | Julia Simon                                                                                          | Franziska Preuß                                                                               |
| 26 gennaio 2025  | Anterselva              | Italia    | RL    | Svezia Johanna Skottheim Ella Halvarsson Anna Magnusson Hanna Öberg       | Norvegia Karoline Offigstad Knotten Ragnhild Femsteinevik Maren Kirkeeide Ingrid Landmark Tandrevold | Francia Jeanne Richard Lou Jeanmonnot Océane Michelon Julia Simon                             |
| 7 marzo 2025     | Nové Město na Moravě    | Rep. Ceca | SP    | Ingrid Landmark Tandrevold                                                | Justine Braisaz                                                                                      | Julia Simon                                                                                   |
| 8 marzo 2025     | Nové Město na Moravě    | Rep. Ceca | PU    | Julia Simon                                                               | Hanna Öberg                                                                                          | Océane Michelon                                                                               |
| 9 marzo 2025     | Nové Město na Moravě    | Rep. Ceca | RL    | Francia Lou Jeanmonnot Océane Michelon Justine Braisaz Julia Simon        | Norvegia Karoline Offigstad Knotten Ingrid Landmark Tandrevold Ragnhild Femsteinevik Maren Kirkeeide | Germania Johanna Puff Julia Tannheimer Sophia Schneider Selina Grotian                        |
| 13 marzo 2025    | Pokljuka                | Slovenia  | IN    | Julia Simon                                                               | Hanna Öberg                                                                                          | Franziska Preuß                                                                               |
| 15 marzo 2025    | Pokljuka                | Slovenia  | MS    | Lou Jeanmonnot                                                            | Milena Todorova                                                                                      | Anamarija Lampič                                                                              |
| 21 marzo 2025    | Oslo Holmenkollen       | Norvegia  | SP    | Franziska Preuß                                                           | Lou Jeanmonnot                                                                                       | Suvi Minkkinen                                                                                |
| 22 marzo 2025    | Oslo Holmenkollen       | Norvegia  | PU    | Lou Jeanmonnot                                                            | Elvira Öberg                                                                                         | Lena Häcki                                                                                    |
| 23 marzo 2025    | Oslo Holmenkollen       | Norvegia  | MS    | Franziska Preuß                                                           | Elvira Öberg                                                                                         | Lou Jeanmonnot                                                                                |

Legenda:

IN = individuale (15 km)

SP = sprint (7,5 km)

PU = inseguimento (10 km)

MS = partenza in linea (12,5 km)

RL = staffetta (4x6 km)

### Classifiche

#### Generale
| Pos. | Nome            | Nazione   | Punti |
| ---- | --------------- | --------- | ----- |
| 1    | Franziska Preuß | Germania  | 1278  |
| 2    | Lou Jeanmonnot  | Francia   | 1258  |
| 3    | Julia Simon     | Francia   | 902   |
| 4    | Elvira Öberg    | Svezia    | 761   |
| 5    | Océane Michelon | Francia   | 760   |
| 6    | Jeanne Richard  | Francia   | 755   |
| 7    | Suvi Minkkinen  | Finlandia | 694   |
| 8    | Justine Braisaz | Francia   | 657   |
| 9    | Selina Grotian  | Germania  | 640   |
| 10   | Maren Kirkeeide | Norvegia  | 548   |

#### Sprint
| Pos. | Nome            | Nazione   | Punti |
| ---- | --------------- | --------- | ----- |
| 1    | Franziska Preuß | Germania  | 414   |
| 2    | Lou Jeanmonnot  | Francia   | 346   |
| 3    | Justine Braisaz | Francia   | 318   |
| 4    | Suvi Minkkinen  | Finlandia | 271   |
| 5    | Julia Simon     | Francia   | 259   |

#### Inseguimento
| Pos. | Nome            | Nazione  | Punti |
| ---- | --------------- | -------- | ----- |
| 1    | Lou Jeanmonnot  | Francia  | 438   |
| 2    | Julia Simon     | Francia  | 343   |
| 3    | Franziska Preuß | Germania | 319   |
| 4    | Jeanne Richard  | Francia  | 245   |
| 5    | Océane Michelon | Francia  | 238   |

#### Partenza in linea
| Pos. | Nome            | Nazione  | Punti |
| ---- | --------------- | -------- | ----- |
| 1    | Franziska Preuß | Germania | 355   |
| 2    | Elvira Öberg    | Svezia   | 299   |
| 3    | Lou Jeanmonnot  | Francia  | 253   |
| 4    | Jeanne Richard  | Francia  | 230   |
| 5    | Océane Michelon | Francia  | 181   |

#### Individuale
| Pos. | Nome            | Nazione  | Punti |
| ---- | --------------- | -------- | ----- |
| 1    | Lou Jeanmonnot  | Francia  | 221   |
| 2    | Franziska Preuß | Germania | 190   |
| 3    | Océane Michelon | Francia  | 146   |
| 4    | Hanna Öberg     | Svezia   | 122   |
| 5    | Julia Simon     | Francia  | 120   |

#### Staffetta
| Pos. | Nazione  | Punti |
| ---- | -------- | ----- |
| 1    | Francia  | 370   |
| 2    | Svezia   | 340   |
| 3    | Norvegia | 335   |
| 4    | Germania | 323   |
| 5    | Svizzera | 244   |

#### Nazioni
| Pos. | Nazione  | Punti |
| ---- | -------- | ----- |
| 1    | Francia  | 9060  |
| 2    | Svezia   | 8146  |
| 3    | Germania | 8051  |
| 4    | Norvegia | 7967  |
| 5    | Svizzera | 7066  |

## Misto

### Risultati
| Data             | Località    | Nazione   | Spec. | Prima                                                                                      | Seconda                                                                   | Terza                                                                             |
| ---------------- | ----------- | --------- | ----- | ------------------------------------------------------------------------------------------ | ------------------------------------------------------------------------- | --------------------------------------------------------------------------------- |
| 30 novembre 2024 | Kontiolahti | Finlandia | SMX   | Svezia Ella Halvarsson Sebastian Samuelsson                                                | Francia Julia Simon Quentin Fillon Maillet                                | Germania Vanessa Voigt Justus Strelow                                             |
| 30 novembre 2024 | Kontiolahti | Finlandia | MX    | Norvegia Karoline Offigstad Knotten Ingrid Landmark Tandrevold Johannes Dale Vebjørn Sørum | Francia Lou Jeanmonnot Justine Braisaz Éric Perrot Émilien Jacquelin      | Svezia Anna Magnusson Elvira Öberg Jesper Nelin Martin Ponsiluoma                 |
| 12 gennaio 2025  | Oberhof     | Germania  | MX    | Svezia Sebastian Samuelsson Martin Ponsiluoma Hanna Öberg Elvira Öberg                     | Francia Fabien Claude Éric Perrot Jeanne Richard Lou Jeanmonnot           | Norvegia Sturla Holm Lægreid Tarjei Bø Ingrid Landmark Tandrevold Maren Kirkeeide |
| 12 gennaio 2025  | Oberhof     | Germania  | SMX   | Finlandia Tero Seppälä Suvi Minkkinen                                                      | Francia Quentin Fillon Maillet Paula Botet                                | Germania Justus Strelow Selina Grotian                                            |
| 16 marzo 2025    | Pokljuka    | Slovenia  | MX    | Svezia Anna-Karin Heijdenberg Hanna Öberg Sebastian Samuelsson Martin Ponsiluoma           | Francia Jeanne Richard Océane Michelon Éric Perrot Quentin Fillon Maillet | Norvegia Maren Kirkeeide Ida Lien Johannes Dale Isak Frey                         |
| 16 marzo 2025    | Pokljuka    | Slovenia  | SMX   | Svizzera Aita Gasparin Niklas Hartweg                                                      | Svezia Johanna Skottheim Jesper Nelin                                     | Finlandia Suvi Minkkinen Tero Seppälä                                             |

Legenda:

MX = staffetta mista 4x6 km

SMX = staffetta mista individuale 2x6 km + 2x7,5 km 

### Classifica
| Pos. | Nazione  | Punti |
| ---- | -------- | ----- |
| 1    | Svezia   | 439   |
| 2    | Francia  | 430   |
| 3    | Norvegia | 341   |
| 4    | Germania | 325   |
| 5    | Svizzera | 311   |